# ساشا پرشون
ساشا پرشون (کرواتی: Saša Peršon؛ زادهٔ ۲۸ فوریهٔ ۱۹۶۵) بازیکن فوتبال اهل کرواسی بود.
از باشگاه‌هایی که در آن بازی کرده‌است می‌توان به باشگاه فوتبال دینامو زاگرب، باشگاه فوتبال کن، باشگاه فوتبال هایدوک اسپلیت، و باشگاه فوتبال رییکا اشاره کرد.
وی همچنین در تیم ملی فوتبال کرواسی بازی کرده‌است.